# Beatboxing
Il beatbox consiste nella capacità di riprodurre suoni attraverso l'utilizzo della bocca e delle corde vocali  spesso imitando il suono di oggetti accompagnandolo con della musica.

## Storia
Il creatore della beatbox è Aleck “Rice” Miller (alias Sonny Boy Williamson II), cantante, compositore e armonicista blues statunitense; di ciò rimane traccia in alcuni live della canzone Bye bye bird.
Negli anni Ottanta iniziò a diffondersi l'usanza di riprodurre con la bocca dei suoni, da qui si usa il termine human beatbox.
Inizialmente sviluppatosi come forma di accompagnamento ritmico nella pratica della musica a cappella americana, il suo pioniere è Bobby McFerrin che ne fece intuire le possibilità espressive. Ogni giorno la pratica del beatboxing inizia ad essere sempre più usata. 

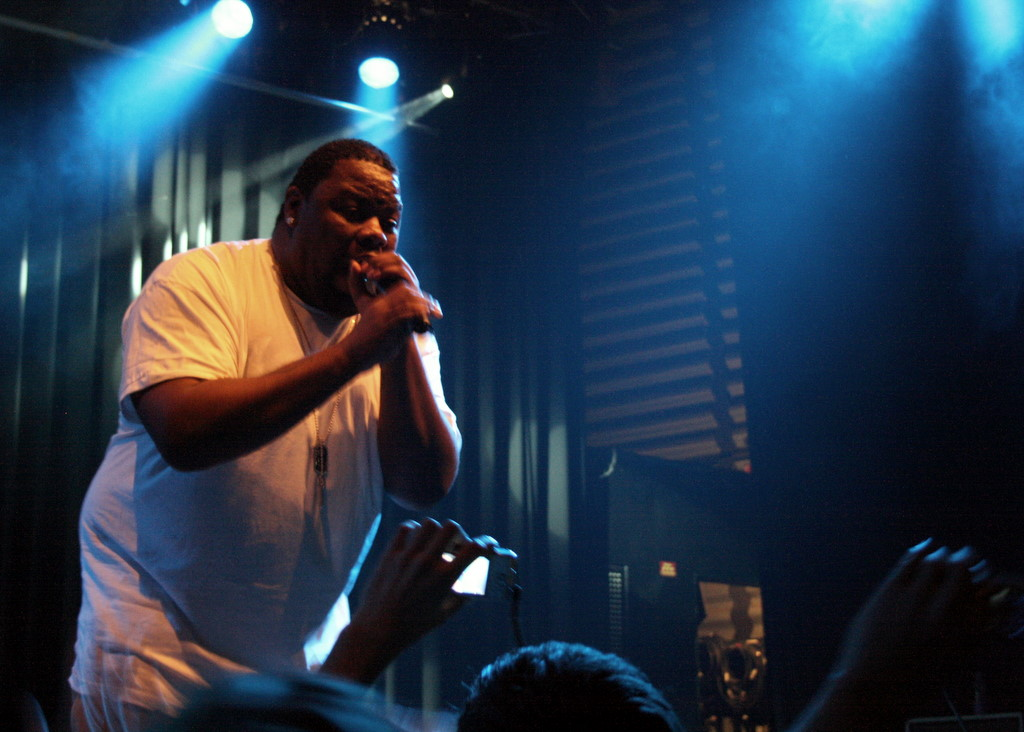
Biz Markie beatboxing

Il termine beatboxing fa riferimento soprattutto alla popolarità di questa tecnica nel campo della cultura musicale
Il beatboxing nacque per creare le basi delle improvvisazioni per i freestyle o per fare canzoni a cappella. Poi però si è iniziato a sviluppare anche l'uso del beatboxing come pratica autonoma, permettendo ai beatboxer di creare e comporre veri e propri moduli di sessioni ritmiche.
Attualmente è considerato da molti il quinto elemento della cultura musicale.

### Approfondimento storico
New York è considerata la città che ha dato origine alla Beatbox, a cavallo degli anni '70/80 grazie a Doug E. Fresh, padre del Beatbox, che, con la sua tecnica denominata, “click roll” incantò mezzo mondo insieme a Slick Rick con live e tracce audio come The Show o La Di Da Di, intrattenendo il pubblico solamente con un microfono, la propria voce ed il rap. Ben presto arrivarono altri pionieri indimenticabili come Wize degli Steatsonic, Biz Markie, Kenny Muhammad ed i Fat Boys.
Questi artisti non potevano immaginare che, attraverso le loro sperimentazioni, si erano fatti artefici di un nuovo big bang nell'universo musicale: suoni e ritmi inarrestabili, tutti incredibilmente e pienamente umani. Era appunto nato lo "human beatbox": voci che riproducevano rullante e charleston, facendo il “verso” alle "beatbox drum machine" elettroniche dell'epoca. Fino ad allora solo con lo Scat , tecnica canora del mondo del Jazz, si era sperimentato una sorta di drumming vocale.
A metà degli anni '90, dopo un periodo di relativo silenzio, giunge sulla scena Rahzel Manely Brown, membro dei The Roots, che presto si guadagna il titolo di The Godfather of Noise. (Il Padrino del Suono). Rahzel ridà linfa e notorietà a questa forma di espressione, portandola su palchi importantissimi, con live show da lasciare tutti increduli. Vale la pena ricordare importanti collaborazioni con Björk nel progetto Medlla, con Mike Patton e l'innovativa, If Your Mother Only Know ( Se solo tua madre lo sapesse) nella quale si ascolta per la prima volta nella storia, The Beat and the Chorus at the same time, ovvero una batteria ed una voce riprodotte allo stesso momento.
Con Rahzel si forma un'intera generazione di beatboxers, presto travolti dal fascino di quest'arte, dal suo potenziale e dalla sua magia: il sodalizio col Freestyle si fa sempre profondo. Inizia il nuovo millennio e l'hip hop torna a diffondersi velocemente nelle strade, nelle periferie e negli spazi urbani scelti come luoghi di ritrovo. Le città nelle quali si diffonde, assumono un nuovo volto e diventano vive anche per chi non le aveva mai viste libere ed animate. Un vento di novità soffia trasportando l'immaginazione di tanti ragazzi e ragazze. Il beatbox gli accoglie e diventa il loro mondo. Di lì a poco, con un'accelerazione crescente, qualcosa cambia. Il mondo della musica, e non solo, assiste ad una grande rivoluzione: quella della diffusione e della condivisione di file audio e video.
Grazie a programmi di File Sharing è sempre più facile accedere a vasti archivi Mp3. Ciò che fino a poco tempo prima era conosciuto solo a pochi, si mette a disposizione di molti. Curiosi e neofiti si avvicinano all'hip hop, si ha la possibilità di scoprire molti più artisti, di ascoltare molti più beatboxers. Innovative interpretazioni, come la già citata If your mother only know di Rahzel, o brani di Biz Markie o Kenny Muhammad, alias The Human Orchestra, si diffondono a macchia d'olio. Le piattaforme di condivisione file nascono, crescono, muoiono, si trasformano e nel 2004 compare YouTube. Il beatbox dalle strade si sposta sulla rete. Arriva il 2005 e porta con sé il primo campionato mondiale in Svizzera, presentato da Bee Low, attuale organizzatore e fondatore del network beatboxbattle.com beatboxbattle. Il mondo conosce il primo campione della categoria: l'australiano Joel Turner, seguito dal belga Roxorloops.

### L'arrivo in Italia
Tra la fine degli anni '90 e i primi anni 2000, le persone che praticavano beatbox in Italia si contavano appena sulle dita di una mano. Vi sono maestri storici come, DJ Gruff, Kaos ed Ice One, che hanno regalato file audio notevoli come ad esempio i freestyle del Danno sul beatbox di Ice One. Si citano tra i precursori anche Master Freez, Josta,  Gransta MSV  di Napoli e DJ Enzo, che nel singolo del Comitato “La Casa è un diritto” registra per la prima volta su disco il beatbox in Italia .
Verso la fine degli anni 80, poco noto per i giovanissimi, ma fondamentale per costruire la storia del beatbox italiano, spicca Gegè Telesforo, foggiano d'origine, che ha raccolto partecipazioni in Rai e Jam Session con musicisti come Renzo Arbore e la sua orchestra. Nei primi anni del 2000 si sentiva parlare di Alien Dee che si esibiva dal vivo insieme a DJ Qbert al Livello 57 di Bologna. Da ricordare poi Joker da Bologna, Mind dai Quintomondo, Mudy1 dalla scuola di La Spezia (attiva tra l'altro già dalla metà degli anni '90), il sardo Romo, creatore del primo sito web di beatbox in Italia ed altri.

### La beatbox italiana si organizza
Nel 2006 la beatbox italiana inizia a darsi una organizzazione sulla scia dell'evoluzione iniziata prima da Be Low in Svizzera e poi in Germania con l'annuale "Campionato Mondiale di Beatbox" di Berlino. Vede la luce il progetto Ita Beatboxers ideato da Dhap, molto conosciuto a livello nazionale nel mondo del rap e del freestyle e uno dei maggiori rappresentanti della beatbox italiana. Dhap, di origini calabresi ma residente a Parma, si esibisce con molti artisti del mondo musicale, come Nema, ma è con Dank e DJ T-Robb che nascerà un sodalizio fortunato attivo ancora adesso. Il suo è un percorso di tutto rispetto con numerose esibizioni importanti, interventi televisivi e radiofonici sulle reti nazionali. Queste esperienze di confronto e di crescita lo stimolano a impegnarsi nell'organizzare in modo più organico, anche attraverso un coordinamento, la diffusione della disciplina e degli stessi futuri beatboxers, in costante aumento anche in Italia.
Nel 2008 Dhap viene invitato a partecipare alla Beatbox Battle World di Berlino, accompagnato da Fabrizio Maci, fondatore di McLuc Culture, e Andrea Lesignoli, videomaker e musicista punk. L'esperienza di Berlino lo induce a realizzare il primo raduno italiano di beatboxers: la prima manifestazione dedicata interamente alla disciplina. L'evento storico si concretizza il 22 novembre del 2008 al Mu di Parma in collaborazione con il collettivo McLuc Culture e Fabrizio Maci a cura della comunicazione. Il successo della serata è inaspettato. Un migliaio di persone provenienti da tutta Italia assistono alle session dei beatboxers presenti. Un pubblico entusiasta attratto dai suoni e dalle tecniche dei beatboxers, ore di freestyle e jam session coinvolgenti. Tra i presenti, tantissimi curiosi, per lo più estranei al mondo dell'hip hop, che per la prima volta scopriranno nuovi confini della vocalità. Il Raduno del 2009 viene ripreso da numerose emittenti locali e per tutta la serata da Rai2, trasmesso poi nel programma TG2 Costume e Società. Ospiti, il campione mondiale del 2008, Roxorloops, il campione italiano Alien Dee, il futuro primo campione mondiale italiano Bee Cee, il rappresentante italiano al successivo Campionato Mondiale, Zeb (Mex Zee), Noise, Alp King, Emos & Bbshake (FullTime), Jazaki, Mudy1, Diesk, Nic, solo per citarne alcuni. Bee Low era l'host insieme a Dhap e Dj T-Robb. La fortunata serata tiene a battesimo la nascita della Ita Beatboxers Community.
Da quel momento vengono realizzate diverse manifestazioni: in alcuni casi con il sostegno di McLuc Culture, in collaborazione con IDA Italy per il campionato di scratch, ben cinque campionati italiani in collaborazione con BeatboxbattleTv che hanno permesso di rappresentare l'Italia durante i campionati mondiali, altrettante collaborazioni con realtà del mondo hip hop italiano e non (IDA Italy, GreekBeatbox, ecc.) con ospiti come Skiller (ex campione del mondo), Faya Braz (Under Kontrol, vicecampioni del mondo in carica), Ball Zee (3 volte campione inglese). Il Microphone Masta, l'evento nato in collaborazione con Tecniche Perfette, dove coppie di beatboxer ed mc si sfidano a colpi di rime e beatbox. Innumerevoli i protagonisti che in questi ultimi anni hanno infuocato la penisola da nord a sud: Emos con i Junglebeat, Mind dai Quintomondo, Progetto23, Alien Dee, Dhap - ancora insieme a Dank Mc e Dj T Robb - combinando le discipline del beatbox, del freestyle e del turntablism. Dal 2013 il campionato nazionale, che permette di accedere ai campionati mondiali di Berlino, si svolge a Varese nel mese di luglio. Dalla fine del 2015 Itabeatboxers, dopo qualche anno di progetti separati, è tornata a collaborare attivamente con Mcluc Culture. L'associazione impegnata sin dal 2004 nella promozione e il sostegno della creatività urbana segue le fasi organizzative e promozionali della Italian Beatbox Battle.

### Evoluzione della disciplina
Oggi, molti paesi in tutto il mondo hanno il proprio campionato nazionale e svariate nuove formule, competizioni, dedicate a questa disciplina.
Nel resto dell'Europa e del mondo, come noto, le cose procedono ad una velocità superiore a quella italiana. La BBC ad esempio ha dedicato un documentario dove viene letteralmente scansionato il cervello del beatboxer inglese Reeps One e nel quale si evidenziano le aree attive durante un normale allenamento. Uno studio simile viene effettuato con Kenny Muhammad ed una microcamera che riprende i movimenti interni della laringe e li proietta in tempo reale.
Le moderne tecniche della beatbox si sono evolute fino ad un punto dove è possibile riprodurre suoni mediante ogni organo della bocca: corde vocali, labbra e anche la lingua vengono utilizzati per eseguire complesse routine.
Il beatboxing è considerata una disciplina senza frontiere in quanto, oltre a non avere uno stile definito (ognuno ha un proprio stile), beatboxers in tutto il mondo inventano suoni e stili nuovi continuamente, il che rinnova costantemente gli standard della beatbox. Il campione in carica è river e il vice campione europeo blackroll.

## Nel mondo
Il beatboxing è una pratica diffusa in gran parte del mondo, ci sono Campionati nazionali ufficiali in Belgio, Bulgaria, Canada, Cina, Corea Del Sud, Danimarca, Francia, Giappone, Italia, Norvegia, Polonia, Portogallo, Regno Unito, Russia, Filippine, Spagna, Stati Uniti, Svizzera, Ucraina, Vietnam e molti altri paesi. Fino ad ora si sono svolti cinque Campionati mondiali di beatbox, il primo nel 2005 vinto dall'australiano Joel Turner, il secondo nel 2009 vinto dallo svizzero ZeDe, il terzo nel 2012 vinto dal bulgaro Skiller, il quarto nel 2015 vinto dal francese Alem e il quinto nel 2018 vinto dal francese Alexinho.

### In Italia
Il primo beatboxer italiano a rappresentare l'Italia alla convention mondiale di beatbox di Londra, nel 2003, è stato Alien Dee. Campione nazionale del 2011 è invece Orange Beat, scelto per rappresentare l'Italia ai mondiali di Berlino nel 2012.
Il primo raduno nazionale di beatboxers si è svolto il 22 novembre 2008 presso il Laboratorio Mu di Parma. Ideatore e organizzatore dell'evento è stato Dhap, beatboxer italiano che ha rappresentato l'Italia alla convention mondiale di Berlino nel 2008 e fondatore di "Ita Beatboxers", il primo collettivo italiano che ha raggruppato gli appassionati di human beatboxer. Tra i promotori vi era anche il collettivo McLuc Culture, sostenitore anche della Beatbox Battle del 2009 al Maffia di Reggio Emilia, vinta dal catanese Beatconnetta e della seconda battle nazionale del 2011 al Sottotetto di Bologna.
Dal 2013 si tiene a Varese il campionato italiano di beatbox che ha visto come vincitori Mex Zee (2013) e Bee Cee (2014).

#### Organo ufficiale italiano
italian beatbox family è la comunità ufficiale della beatbox in Italia, affiliata a sostenuta da McLuc Culture. Ideata e fondata da Dhap, organizza dal 2009 la Convention nazionale di beatbox e la Beatbox Battle nazionale, che permette ai beatboxers italiani di partecipare ai campionati mondiali che si svolgono a Berlino ogni tre anni, organizzata da BeatboxBattle.

## Esponenti
Uno dei primi esponenti del beatboxing è stato all'inizio degli anni ottanta Doug E. Fresh, che diffuse questa tecnica a livello mondiale. Altro iniziatore di questa tecnica fu Bobby McFerrin, il primo a gettare le prime basi di ciò che è oggi il beatbox.
Uno dei protagonisti in questo campo è Rahzel, soprannominato godfather of noise, il padrino del rumore. Lo spiccato talento e anni di esperienza hanno portato il beatboxer statunitense a combinare suoni di batteria con i più disparati effetti sonori e commistioni di Drum'n'Bass.
Un notissimo grande esponente del beat boxing fu Michael Jackson, che ha usato questa tecnica soprattutto dall'album Bad in avanti.